# アクト・オブ・バイオレンス
『アクト・オブ・バイオレンス』（Acts of Violence）は、2018年のアメリカ合衆国のアクション映画。監督はブレット・ドノフー。出演はブルース・ウィリス、コール・ハウザー、ショーン・アシュモア、アシュトン・ホームズ、メリッサ・ボローナ、ソフィア・ブッシュ、マイク・エップス。アメリカ合衆国では2018年1月12日に限定公開とビデオ・オン・デマンドがなされた。

## ストーリー
心に傷を持つ退役軍人のデクラン。彼の弟ローマンが結婚することになるが、結婚式前夜ローマンの結婚相手ミアが何者かに誘拐される。誘拐の裏に巨大な人身売買組織が絡んでいると知ったデクランは、ローマンともう一人の弟ブランドンと共に組織からミアを奪還することを決意する。一方、組織を何年も追ってきたベテラン刑事のエイヴリーは、組織のボスを逮捕するため秘密裏にデクラン兄弟に手を貸すのだった。

## キャスト
※括弧内は日本語吹替
- エイヴリー - ブルース・ウィリス（内田直哉）

刑事。
- デクラン・マクレガー - コール・ハウザー（岩崎洋介）

退役軍人。離婚歴が2度ある。後遺症に悩まされている。
- ブランドン・マクレガー - ショーン・アシュモア（西山慎哉）

デクランの弟。
- ローマン・マクレガー - アシュトン・ホームズ（伊藤聖将）

デクランの弟。
- ミア - メリッサ・ボローニャ（中条智世）

ローマンの結婚相手。
- ジェス - ティファニー・ブラウワー（横田彩）

ブランドンの妻。
- ベイカー - ソフィア・ブッシュ（清水じゅん）

刑事。
- マックス・リヴィントン - マイク・エップス（高野智哉）

カルフェンタニルの元締め。女をヤク漬けにして人身売買を行っている。
- ヘイリー

ミアの友人。
- ヴィンス

ヤクの売人。